# ジョン・スミートン
ジョン・スミートン（John Smeaton、1724年6月8日 - 1792年10月28日）はイギリスの土木工学者であり、橋、運河、泊地、灯台などを設計したことで知られ、「土木工学の父」とも呼ばれる。機械工学や物理学の分野にも足跡を残している。「土木工学者 (civil engineer)」を自称した世界初の人物でもある。

## 物理法則
イングランドのリーズ近郊、オースソープで生まれる。Leeds Grammar School で学び、父の法律事務所で働き始めたがそこを辞め、数学的器具の製造を始めた。例えば、物質の拡散を調べるためのパイロメーター、航海で使う whirling speculum または horizontal top などを開発した。
1753年、王立協会フェローに選ばれ、1759年には水車と風車の機構の研究に対してコプリ・メダルを授与された。1759年の論文 "An Experimental Enquiry Concerning the Natural Powers of Water and Wind to Turn Mills and Other Machines Depending on Circular Motion"（回転運動に基づく粉ひき機などの機械の動力となる水と風の自然な力についての実験的研究） では、空気中で動く物体について圧力と速度の関係を示し、これが後の「スミートン係数」を導くきっかけとなった。
しかし、1759年から1782年にかけての時期には水車についてさらに研究を進め、ドイツのゴットフリート・ライプニッツの提唱した "vis viva"（活力、生ける力）理論（エネルギー保存の法則の初期の定式化の1つ）を支持するようになった。ライプニッツの考え方は当時の学界の主流とは異なっており、アイザック・ニュートンの運動量の考え方と両立しないと考えられていたため、スミートンは学界と対立することになった。

## 土木工学
王立協会の勧めで、スミートンは3代目のエディストン灯台を設計した（1755年 - 1759年）。灯台の建材として、いち早く水硬性石灰（水で固まる一種のモルタル）を使い、花崗岩のブロックをぴったり積んでいく技術を開発した。この灯台は1877年まで使われていたが、土台の岩が侵食され始めたため解体し、プリマスに部分的に移築してスミートン塔と呼ぶようになった。スミートンは石灰に水硬性を与える条件を特定したことから、セメントの進歩に重要な役割を果たし、後のポルトランドセメントの発明の基礎を築いた。
スミートンは土木工学の分野で様々な土木開発に関わった。以下に主なものを挙げる。
- コールダー・アンド・ヘッブル水路 (Calder and Hebble Navigation)（1758年 - 1770年）
- ツイード川にかかるコールドストリーム橋 (Coldstream Bridge)（1762年 - 1767年）
- リー川水路 (River Lee Navigation) の改良（1765年 - 1770年）
- パースのテイ川にかかるパース橋 (Perth Bridge)（1766年 - 1771年）
- リポン運河 (Ripon Canal)（1766年 - 1773年）
- ノッティンガムシャーにあるトレント川をまたぐ高架橋（現在はA616号線の一部）（1768年 - 1770年）[4][5]
- グランジマウスからグラスゴーまでのフォース・アンド・クライド運河 (Forth and Clyde Canal)（1768年 - 1777年）
- バンフ・ハーバー（1770年 - 1775年）
- アバディーン橋（1770年 - 1775年）
- ピーターヘッド・ハーバー（1775年）
- ラムズゲートの港湾開発（船だまり 1776年 - 1783年、突堤 1788年 - 1792年）
- ヘクサム橋（1777年 - 1790年）
- バーミンガム・アンド・ファズリー運河 (Birmingham and Fazeley Canal)（1782年 - 1789年）
- コーンウォールのセントオーステルにあるチャールズタウン・ハーバー（1792年）

工学の専門家として1782年、ノーフォークの Wells-next-the-Sea のハーバーでの沈泥の堆積に関する事件の法廷に証人として出廷した。これはイギリスの裁判史での初の専門家証人とされている。また、イースト・サセックスのウィンチェルシーの港の沈泥対策としてライに新しい港を作るという（63年かかった）事業のコンサルタントも務めた。この港を "Smeaton's Harbour" と呼ぶこともあるが、実際にはスミートンが関与したのはごく一部で、その後30年も開発に時間を要した。

## 機械工学
機械工学分野では、1761年にキューにあるキューガーデンの揚水機、1767年にカンブリアのアルストンでの水車（水車の鋳鉄製車軸の発明者とされることもある）などを生み出している。1782年、ニューカッスル・アポン・タインでイギリスで初の5枚羽の風車 Chimney Mill を建設した。また、トマス・ニューコメンの蒸気機関を改良し、1775年、コーンウォールのChacewater鉱山にそれを設置した。
1789年、スミートンはドニ・パパンのアイデアを応用し、潜水鐘に圧力をかけた新鮮な空気を送り込む仕組みを開発した。この潜水鐘はヘクサム橋建設プロジェクトのために作られたもので、水の中での作業には向いていなかった。1790年、これを改良して水の中で作業できるようにし、ラムズゲートの防波堤建設に使った。

## 後世への影響
工学者としての評価は高く、ルナー・ソサエティに一員として貢献し、1771年には土木工学協会を創設した。土木工学者 (civil engineer) という用語もスミートンの考案で、王立陸軍士官学校卒の工兵と区別するための用語だった。スミートンの死後、土木工学協会は Smeatonian Society と改称し、1818年には英国土木学会 (Institution of Civil Engineers) に発展した。
弟子として運河技師のウィリアム・ジェソップ、建築家で工学者のベンジャミン・ラトローブがいる。
家の庭を散策中、脳梗塞で亡くなった。
ジョン・スミートンの名はリーズ郊外の John Smeaton Community College という学校名に残っている。また、リーズ出身のロックバンド カイザー・チーフスの曲 "I Predict a Riot" の歌詞にもスミートンの名が出てくる。また、プリマス大学にもスミートンの名を冠した建物（数学科と工学部）がある。

### スミートン係数
ライト兄弟が使った揚力方程式はジョン・スミートンのものだった。次のような式である。
L = kV2ACl.
ここで
- L は揚力
- k はスミートン係数（時速1マイルで1平方フィート (0.093 m2) の板を引っ張ったときの抗力） - スミートンはこれを 0.005 としたが、ライト兄弟により 0.0033 に訂正された。
- Cl は揚力係数（同じ大きさの板を引っ張ったときの相対揚力）
- A は面積（平方フィート）

ライト兄弟は風洞で実験を行い、スミートン係数の値が間違っていて 0.0033 だとした。なお、現代ではスミートン係数は使わず、動圧で揚力係数を正規化する。